# Alan Skidmore
Alan Skidmore (* 21. dubna 1942 Londýn) je britský saxofonista, syn saxofonisty Jimmyho Skidmorea. V počátcích své kariéry vystupoval s komikem Tony Hancockem a později vystupoval s John Mayall & the Bluesbreakers. Rovněž hrál na albu Fourth skupiny Soft Machine a spolupracoval s dalšími hudebníky, mezi které patří Alexis Korner, Brian Auger, Graham Collier, Sandy Denny nebo skupina Curved Air.